# Eberhard Wolff (Software-Architekt)

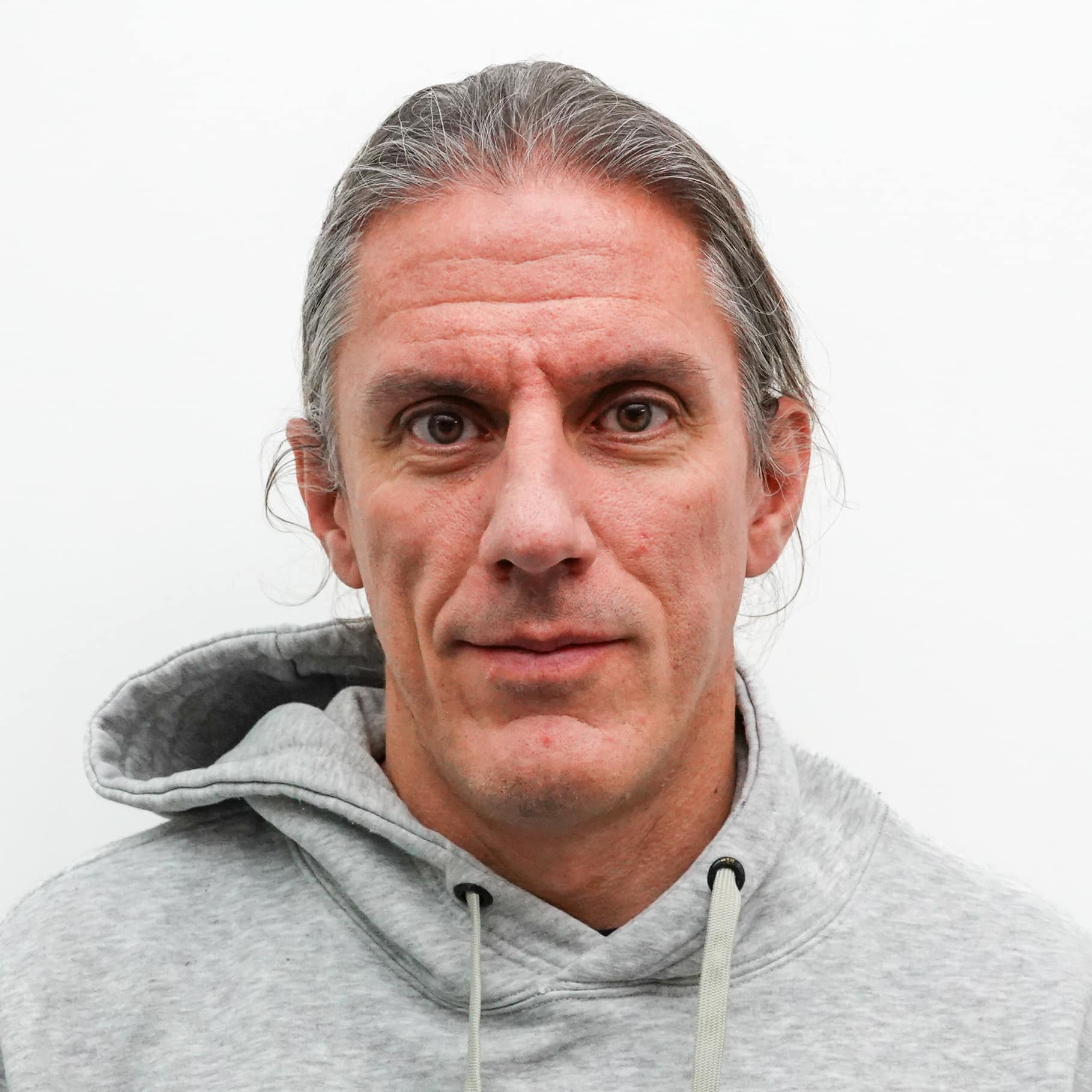
Eberhard Wolff

Eberhard Wolff (* 1972 in Hamburg) ist ein deutscher Berater mit Spezialisierung auf den Gebieten Software Engineering und Softwarearchitektur. Er ist Autor von Fachbüchern und streamt bei „Software Architektur im Stream“ über Software-Architektur und -Entwicklung. Er ist Head of Architecture und Gesellschafter bei der SWAGLab GmbH.

## Leben
Nach dem Abitur am Ludwig-Meyn-Gymnasium studierte Wolff Informatik  an der Universität Hamburg und erwarb hierbei ein Diplom. Während des Studium arbeitete er als Berater und Trainer für Borland. Spätere Stationen waren Adesso SE, Saxonia Systems, MATHEMA, INNOQ sowie SpringSource / VMware in Management oder Berater- und Trainer-Positionen. Darüber hinaus war er Gründungsmitglied der Java Champions.
Er war Sprecher auf Fachkonferenzen wie der OOP, JAX / WJAX, IT Tage und We are Developer World Congress. Darüber hinaus hat er fast 200 Fachartikel und verschiedene Fachbücher geschrieben. Fokus seiner Arbeit ist Software-Architektur, Microservices, Domain-driven Design und das Vorgehen in komplexen IT-Projekten.

## Publikationen und Schriften
- mit Lisa Maria Moritz: Sketchnote zu Software Architektur im Stream Leanpub 2021 Online
- mit Hanna Prinz: Service Mesh Primer - The New Infrastructure for Microservices Leanpub 2019 Online
- Microservices: Grundlagen flexibler Softwarearchitekturen 2. Auflage dpunkt.verlag, Heidelberg 2018, ISBN 978-3864905551
- Microservices - Ein Überblick Leannpub 2018 Online
- Microservices - A Short Overview Leannpub 2018 Online
- Microservices - A Practical Guide Leanpub 2018 Online
- Microservices Rezepte - Technologien im Überblick Leanpub 2018 Online
- Microservices Recipes-Technology Overview Leanpub 2018 Online
- Das Microservices-Praxisbuch: Grundlagen, Konzepte und Rezepte 1. Auflage dpunkt.verlag, Heidelberg 2018, ISBN 978-3864905261
- A Practical Guide to Continuous Delivery, Addison-Wesley 2017, ISBN 978-0134691541
- Microservices: Flexible Software Architecture, Addison-Wesley 2016, ISBN 978-0134650401
- Continuous-Delivery: Der pragmatische Einstieg 2. Auflage dpunkt.verlag, Heidelberg 2016, ISBN 978-3864903717
- Spring 3: Framework für die Java Entwicklung 1. Auflage dpunkt.verlag, Heidelberg 2010, ISBN 978-3898645720